# 欧文 (南达科他州)
欧文是美国南达科他州下属的一座城鎮。根据2010年美国人口普查，该鎮有人口46人。论人口在本州排行第282。